# Ланродек
Ланроде́к (фр. Lanrodec, брет. Lanrodeg) — коммуна во Франции, находится в регионе Бретань. Департамент — Кот-д’Армор. Входит в состав кантона Плело. Округ коммуны — Генган.
Код INSEE коммуны — 22116.

## География
Коммуна расположена приблизительно в 400 км к западу от Парижа, в 110 км северо-западнее Ренна, в 20 км к западу от Сен-Бриё.

## Население
Население коммуны на 2016 год составляло 1 314 человек.
| 1962 | 1968 | 1975 | 1982 | 1990 | 1999 | 2008 | 2016 |
| ---- | ---- | ---- | ---- | ---- | ---- | ---- | ---- |
| 755  | 844  | 724  | 785  | 801  | 843  | 1050 | 1314 |

## Администрация
| Период | Период | Фамилия          | Партия                                                                                | Примечания |
| ------ | ------ | ---------------- | ------------------------------------------------------------------------------------- | ---------- |
| 1945   | 1946   | Жан Танве        |                                                                                       |            |
| 1946   | 1947   | Франсуа Маэ      | Радикальная социалистическая партия                                                   |            |
| 1947   | 1953   | Альбер Эльен     | Французская коммунистическая партия                                                   |            |
| 1953   | 1977   | Луи де Лоржериль |                                                                                       |            |
| 1977   | 1989   | Луи Ле Туз       |                                                                                       |            |
| 1989   |        | Жан-Пьер Ле Гу   | Союз за французскую демократию → Союз за народное движение → Демократическое движение |            |

## Экономика
В 2007 году среди 642 человек в трудоспособном возрасте (15—64 лет) 496 были экономически активными, 146 — неактивными (показатель активности — 77,3 %, в 1999 году было 73,4 %). Из 496 активных работали 455 человек (260 мужчин и 195 женщин), безработных было 41 (21 мужчина и 20 женщин). Среди 146 неактивных 79 человек были учениками или студентами, 33 — пенсионерами, 34 были неактивными по другим причинам.

## Достопримечательности
- Руины замка Перьен (XVI век). Исторический памятник с 1928 года[3]
- Замок Гудмай (XVII—XVIII века)
- Церковь Нотр-Дам (1910—1912 годы)
- Часовня Св. Маргариты (XVIII век)